# Alindria decorsei
Alindria decorsei is een keversoort uit de familie schorsknaagkevers (Trogossitidae). De wetenschappelijke naam van de soort werd in 1901 gepubliceerd door Albert Léveillé.